# Mohini Geisweiller
Cet article possède un paronyme, voir Geiswiller.
Mohini Geisweiller est une auteur, compositeur, interprète française née dans le 19e arrondissement de Paris en 1977.

## Biographie et carrière
Après une enfance passée dans des communautés alternatives (Larzac ; Besançon), elle fonde avec Jean-Marc Soulat et Adrien Walter le groupe electroclash berlinois Sex in Dallas (Around the War, 2004) signé sur le label Kitty-Yo. Elle se lance ensuite dans une carrière solo et sort un disque (2010), puis un premier album, Event Horizon (2011), élu album de l'année par le magazine Technikart. 
Sa vidéo pour le titre Milk Teeth, réalisée par Cyrille de Vignemont, reçoit le Best Narrative Video Award aux UK Antville Music Videos Awards cette même année.[réf. nécessaire]

## Discographie

### Sex In Dallas
- 2004 : Around the War (album).

### Carrière solo
- 2010 : Milk Teeth (EP)
- 2011 : Event Horizon (album)
- 2016 : Sideration (album).